# Собольки (Новосокольнический район)
Собольки — деревня в Новосокольническом районе Псковской области России. Входит в состав Пригородной волости.

## География
Расположена в 16 км к северу от города Новосокольники.

## Население
| 2001 | 2002 | 2010 |
| ---- | ---- | ---- |
| 30   | ↗34  | ↘25  |

Численность населения деревни по оценке на начало 2001 года составляла  30 человек.

## История
С января 1995 до апреля 2015 года деревня входила в состав ныне упразднённой Бологовской волости.